# Grangea gossypina
Grangea gossypina là một loài thực vật có hoa trong họ Cúc. Loài này được (Baker) Fayed mô tả khoa học đầu tiên năm 1979.